# パッシブセーフティ
パッシブセーフティ（英: passive safety）とは、機械装置の設計や操作における安全技術のうち、特に事故などの異常事態が起きた場合に人体などへの影響を最小限に抑える技術の総称。日本語では受動的安全（じゅどうてきあんぜん）と訳されることがある。
20世紀終盤以降、自動車技術において事故を未然に防ぐアクティブセーフティという考え方が広まり、その対義語として（事故が起きた際の被害を軽減する）パッシブセーフティという用語が多用されるようになった。このため、日本語でパッシブセーフティの意味として、衝突安全（しょうとつあんぜん）という語が用いられることもある。

## パッシブセーフティの事例
- シートベルト[1]
- ヘルメット
- 安全側線
- クラッシャブルゾーン

### 自動車における事例
- 衝突安全ボディー
- エアバッグ[1]
- チャイルドシート[1]

### オートバイにおける事例
- プロテクター
- スーツ
- ジャケット
- ブーツ
- グローブ
- パンツ
- エアバッグ